# Riemannscher homogener Raum
Im mathematischen Gebiet der Differenzialgeometrie ist ein Riemannscher homogener Raum (häufig auch nur Homogener Raum) ein Raum, der „in allen Punkten gleich aussieht“.

## Definition
Ein Riemannscher homogener Raum ist eine Riemannsche Mannigfaltigkeit {\displaystyle M}, deren Isometriegruppe transitiv wirkt, d. h. zu je zwei Punkten {\displaystyle x,y\in M} gibt es eine Isometrie {\displaystyle g\in \operatorname {Isom} (M)} mit {\displaystyle g(x)=y}.

## Beschreibung mittels Lie-Gruppen
Jeder Riemannsche homogene Raum ist von der Form 
{\displaystyle M=G/H}
für eine Lie-Gruppe {\displaystyle G} und eine kompakte Untergruppe {\displaystyle H\subset G}.
Umgekehrt ist für eine Lie-Gruppe {\displaystyle G} und eine abgeschlossene Untergruppe {\displaystyle H} der Quotientenraum {\displaystyle G/H} eine Hausdorffsche differenzierbare Mannigfaltigkeit und jedes unter der adjungierten Wirkung von {\displaystyle H} auf der Lie-Algebra {\displaystyle {\mathfrak {g}}} invariante Skalarprodukt definiert eine links-invariante Riemannsche Metrik, mit der {\displaystyle G/H} ein Riemannscher homogener Raum wird. Ein solches {\displaystyle Ad(H)}-invariantes Skalarprodukt auf {\displaystyle {\mathfrak {g}}} existiert genau dann, wenn {\displaystyle H} kompakt ist.

## Riemannsche Metrik
Ein Riemannscher homogener Raum {\displaystyle G/H} hat nach Definition eine {\displaystyle G}-invariante Metrik, die sich zu einer links-invarianten Metrik auf {\displaystyle G} hochheben lässt. Die Quotientenabbildung {\displaystyle G\to G/H} ist bzgl. dieser Metriken eine Riemannsche Submersion. Insbesondere kann man die Krümmung von {\displaystyle G/H} mit der O’Neill-Formel berechnen, wenn man die Krümmung von {\displaystyle G} kennt.

## Beispiele
- Jede Lie-Gruppe mit einer links-invarianten Metrik ist ein Riemannscher homogener Raum.
- Jeder symmetrische Raum ist ein Riemannscher homogener Raum.
- Es gibt nicht-Riemannsche homogene Räume {\displaystyle G/H} mit einer nicht-kompakten Untergruppe {\displaystyle H\subset G}.